# Östraby distrikt
Östraby distrikt är ett distrikt i Hörby kommun och Skåne län. 
Distriktet ligger söder om Hörby. 

## Tidigare administrativ tillhörighet
Distriktet inrättades 2016 och utgörs av socknen Östraby i Hörby kommun.
Området motsvarar den omfattning Östraby församling hade vid årsskiftet 1999/2000.